# Herman Cornelis
Herman Cornelis (* 19. April 1938 in Meerbeke; † 19. Dezember 2012 in Strombeek-Bever, Provinz Brabant) war ein belgischer Radrennfahrer und nationaler Meister im Radsport.

## Sportliche Laufbahn
Als Amateur wurde er 1959 nationaler Meister im Straßenrennen vor Albert Covens. Zuvor hatte er eine Etappe der Belgien-Rundfahrt für Amateure gewonnen. Im Rennen der UCI-Straßen-Weltmeisterschaften wurde er beim Sieg von Gustav-Adolf Schur Siebenter. 1960 und 1961 startete er als Unabhängiger.
1960 wurde er Dritter im Grote Prijs Stad Zottegem hinter dem Sieger Jozef Schils. 1962 beendete er seine Laufbahn.